# ابوثمامه صائدی
عمرو بن عبدالله بن کعبه صائدی، معروف به ابو ثمامه صائدی، از تابعین و از یاران علی بن ابیطالب و حسین بن علی بود، که در کربلا در واقعه عاشورای ۶۱ به همراه یاران حسین بن علی کشته شد.

## نسب و نام
بنو صائد، از زیرشاخه‌های قبیله هَمْدان است. بیشتر منابع، از نام عمرو برای اشاره به ابوثمامه استفاده کرده‌اند؛ اما برخی منابع نام‌های دیگری برای او نوشته‌اند و در ذکر برخی دیگر از مشخصات او با هم اختلاف دارند که گویا پاره‌ای از این اختلافها، معلول اشتباه کاتبان است از جمله کنیه او را ابوتمامه و نامش را زیاد و عمر و از پدرش به کعب یا عبدالله یاد می‌کنند؛ و نسبت او را نیز مختلف آورده‌اند مانند صائدی، صیداوی، صاعدی و انصاری.
برخی منابع نسب‌شناسی نام مشخصات کامل ابوثمامه را چنین ذکر کرده‌اند: زیاد ابن عمرو بن عریب بن حنظلة بن دارم بن عبدالله الصائدی.

## فعالیت در کوفه
با مرگ معاویه و رسیدن یزید به خلافت، ابو ثمامه و گروهی از شیعیان کوفه در خانه سلیمان بن صُرد خزاعی گرد آمدند و برای حسین بن علی نامه نوشتند، و چون حسین بن علی برای ادای حج به مکه رفت بود، نامه‌ای خطاب به او به مکه فرستاد.
با ورود مسلم بن عقیل به کوفه، ابوثمامه، به او پیوست و به فرمانش مشغول تحویل گرفتن کمک‌های مردم برای مصارف نهضت گردید، و چون در اسلحه‌شناسی مهارت داشت مسؤولیت خرید و تهیه سلاح را به عهده گرفت.
ابو ثمامه کسی بود که به دستور مسلم، پول‌هایی را که عبیدالله بن زیاد برای دستگیری وی و یارانش به جاسوس خود مِعقل داده بود تحویل گرفت.
وقتی خبر دستگیر شدن هانی بین مردم کوفه منتشر شد مسلم برای حمله به دارالاماره که ابن زیاد در آنجا بود مهیا شد و به مردم کوفه اعلان بسیج عمومی داد.
مسلم به نیروهایش آرایش جنگی داد، و فرماندهی دو قبیله تمیم و همدان را به ابوثمامه سپرد. در این تحرک، ابوثمامه بسیار پایداری کرد. امّا با فراری شدن افراد تحت فرمانش به قبیله خود رفت و مدّتی در بین آن‌ها پنهان بود. با آن‌که ابن زیاد او را تعقیب می‌کرد موفّق به دستگیری او نشد.

## پیوستن به حسین بن علی
ابوثمامه پس از شنیدن خبر آمدن حسین بن علی از مکه به عراق به همراه نافع بن هلال به او پیوست.

## در روز عاشورا
روز عاشورا هنگامی که وقت نماز فرا رسید ابوثمامه به حسین بن علی گفت: می‌بینم که این گروه به تو نزدیک شده‌اند. به خدا سوگند تا من پیش روی تو کشته نشوم شما کشته نخواهی شد؛ ولی دوست دارم هنگامی که خدای را دیدار می‌کنم این نمازی را که وقت آن نزدیک گشته خوانده باشم.
حسین بن علی سر خود را به سوی آسمان بلند کرد و فرمود: از نماز یاد کردی خداوند تو را از نمازگزاران و ذاکرین قرار دهد. آری، این آغاز وقت نماز است. از آن‌ها بخواهید از ما دست بردارند تا نماز بگزاریم.
به گفته طبری، ابوثمامه، پسرعموی خود را که در لشکر عمر بن سعد بود به هلاکت رساند. سپس حسین بن علی با یارانش نماز ظهر را به طریق نماز خوف اقامه کرد.
ابوثمامه پس از مالک بن دودان و خداحافظی با حسین بن علی به میدانِ جنگ تاخت و سرانجام به دست قیس بن عبدالله کشته شد.

## نام او در زیارت‌ها
در زیارت ناحیه مقدسه از او چنین یاد شده‌است. السلام علی ابی ثمامة عمر بن عبدالله الصائدی، این سلام در زیارت رجبیه نیز با اندکی تفاوت نقل شده‌است.